# Fredrik Ebeling
Fredrik Harald Ebeling, född 5 december 1909 i Göteborgs Vasa församling, död 8 juli 1982, var en svensk civiljägmästare och generaldirektör. 
Ebeling tog 1934 civiljägmästarexamen vid Skogshögskolan. Han var generaldirektör och chef för Skogsstyrelsen 1966–1975. Han blev ledamot av Lantbruksakademien 1956 och invaldes 1971 som ledamot av Ingenjörsvetenskapsakademien. Hedersdoktor vid Skogshögskolan 1973.